# Ang Li Peng
Ang Li Peng (* 8. Juli 1981) ist eine malaysische Badmintonspielerin. 

## Karriere
Ang Li Peng gewann 1997 Bronze bei den Südostasienspielen. 1999 siegte sie bei den Polish International. 2001 wurde sie Zweite bei den Südostasienspielen, Dritte bei den Hongkong Open und Fünfte bei den Thailand Open. 2002 siegte sie bei den Commonwealth Games  im Doppel mit Lim Pek Siah. 2006 gewann sie die Fiji International.

## Sportliche Erfolge
| Saison | Veranstaltung        | Disziplin   | Platz | Name                         |
| ------ | -------------------- | ----------- | ----- | ---------------------------- |
| 1997   | Südostasienspiele    | Mixed       | 3     | Chew Choon Eng / Ang Li Peng |
| 1999   | Polish International | Damendoppel | 1     | Ang Li Peng / Chor Hooi Yee  |
| 1999   | French Open          | Damendoppel | 2     | Ang Li Peng / Chor Hooi Yee  |
| 1999   | Hongkong Open        | Damendoppel | 5     | Ang Li Peng / Chor Hooi Yee  |
| 2001   | Südostasienspiele    | Damendoppel | 2     | Lim Pek Siah / Ang Li Peng   |
| 2001   | Thailand Open        | Damendoppel | 5     | Lim Pek Siah / Ang Li Peng   |
| 2001   | Hongkong Open        | Damendoppel | 3     | Lim Pek Siah / Ang Li Peng   |
| 2002   | Commonwealth Games   | Damendoppel | 1     | Lim Pek Siah / Ang Li Peng   |
| 2006   | Fiji International   | Damendoppel | 1     | Ang Li Peng / Pek Siah Lim   |